# Subnotebook
Um subnotebook, algumas vezes também chamado de mininotebook ou ultraportáteis, é uma classe de laptops que são menores que os típicos notebooks. Como por exemplo o Nintendo DS , Nintendo DSi, PlayStation Vita, Nintendo 3DS e o Nintendo DS Lite que são tipos de Subnotebooks. 